# إدسون لويز دي كارفاليو
إدسون لويز دي كارفاليو هو لاعب كرة قدم برازيلي في مركز حراسة المرمى، ولد في 21 أكتوبر 1941 في Tarumirim ‏ في البرازيل. لعب مع نادي فلومينينسي.